# Gwint trapezowy
Gwint trapezowy – gwint o zarysie trapezowym, stosowany w połączeniach ruchowych.
Wyróżnia się:
- gwint trapezowy symetryczny – pracujący w obu kierunkach (dwa kierunki robocze)
- gwint trapezowy niesymetryczny – pracujący w jednym kierunku (jeden kierunek roboczy)